# Smedjebackens samrealskola
Smedjebackens samrealskola var en realskola i Smedjebacken verksam från 1921 till 1969. 

## Historia
Skolan inrättades 1918 som Norrbärke högre folkskola, vilken 1 juli 1921 ombildades till en kommunal mellanskola. Denna ombildades från 1948 successivt till Smedjebackens samrealskola.
Realexamen gavs från 1922 till 1969.